# Страцимир Балшич
Страцимир Балшич (на сръбски: Страцимир Балшић) е властелин от династията на Балшичите, управлявал Зета между 1362 и 1373 г. съвместно със своя брат Джурадж. Страцимир е най-големият син на Балша I.
Малко преди смъртта си Страцимир се замонашва и умира през 1373 г.

## Семейство
Страцимир има един бездетен брак с Ирина Дуклина, а след това втори с Милица Мърнявчевич, една от дъщерите на Вълкашин, от която има трима сина:
- Георги II Страцимирович Балшич, владетел на Зета (1385 – 1403 г.)
- Гойко
- Иваниш